# Lancia Kappa (1919)
Der Lancia Kappa war ein Fahrzeug des Herstellers Lancia. Der Wagen wurde in 847 Stück in verschiedenen Karosserievarianten produziert und war mit einem Motor erhältlich, der aus 4942 cm³ Hubraum eine Leistung von 70 PS abgab. Die Höchstgeschwindigkeit war mit 125 km/h angegeben.
Prinz Albert, der spätere König George VI, besaß 1920 einen der wenigen nach Großbritannien gelieferten Lancia Kappa.
Der Kappa war Namensgeber des späteren Lancia Kappa. Das Zurückgreifen auf den Namen erklärt sich mit der Wiederaufnahme des griechischen Alphabets für Namen der Marke, wobei es einige Jahre dauerte, bis der Buchstabe „k“ wieder an der Reihe war.